# Sociedade Mont Pèlerin

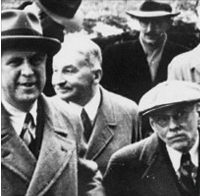
Trygve Hoff, membro da sociedade

A Sociedade Mont Pèlerin (em francês Société du Mont Pèlerin, em inglês Mont Pelerin Society) é uma organização internacional fundada em 1947, composta por filósofos, economistas e políticos de diversos países, reunidos em torno da promoção do liberalismo e de seus valores e princípios. A sociedade defende a liberdade de expressão,  livre mercado e os valores políticos de uma sociedade aberta, sendo orientada por um ideário liberalismo.
A crítica anti-capitalista atribui à Sociedade Mont Pèlerin um lugar central na elaboração da doutrina neoliberal no pós-guerra, sendo um espaço de convergência de diversos intelectuais e ideólogos que visavam reverter a ordem estabelecida nos países ocidentais de pacificação através da seguridade social. A sociedade foi vanguarda e precursora das elaborações alternativas de disciplinação do trabalho que vão resurgir durante a década de 1970.
Entre seus fundadores, incluem-se Friedrich Hayek, Frank Knight, Bertrand de Jouvenel, Michael Polanyi, Wilhelm Röpke, Karl Popper, Ludwig von Mises, George Stigler e Milton Friedman.
A sociedade foi fundada após uma conferência internacional organizada por Friedrich Hayek, na localidade de Mont-Pèlerin, próxima às cidades de Vevey e Montreux, na Suíça, e recebeu o nome do local desse seu primeiro encontro, mas não tem sede. Seus membros provêm dos vários continentes e pertencem a diversas correntes do pensamento liberal.
Entre seus membros efetivos, inicialmente 50 e hoje em torno de 600, encontram-se oito ganhadores  do "Prêmio de Ciências Económicas em Memória de Alfred Nobel": Gary Becker, George Stigler, James Buchanan, Maurice Allais, Milton Friedman, Douglass North e Ronald Coase, além do próprio Hayek.
Do Brasil, o diplomata brasileiro José Osvaldo de Meira Penna foi integrante da entidade há algumas décadas, assim como Henry Maksoud. Os outros membros brasileiros são Henri Chazan, Margaret Tse, Leonidas Zelmanovitz, Cândido Prunes, José Luiz Carvalho, André Burger, Paulo Ayres, Márcio Chalegre Coimbra e Ricardo Gomes.Sidney Maga
De Portugal, José Moreira é integrante da entidade.